# Nukleon
Nukleon je společný název pro proton a neutron, tedy částice, z nichž se skládá jádro atomu.

## Vlastnosti
Nukleony jsou baryony, které tvoří dublet s izospinem {\displaystyle I={\frac {1}{2}}}.
Jsou to složené částice, které jsou tvořeny třemi kvarky (a gluony). Proton je tvořen kvarky uud a neutron kvarky udd.
Jejich klidové hmotnosti jsou téměř shodné, nepatrně vyšší než 1 dalton, což je cca 1,66×10−27 kg. Proton je o něco lehčí než neutron, přičemž tento rozdíl je považován za důsledek vlivu elektromagnetické interakce, neboť proton má kladný elementární elektrický náboj, zatímco neutron má nulový elektrický náboj.
Z hlediska silné interakce jsou nerozlišitelné.

## Nukleonové číslo
Počet nukleonů v atomovém jádře se nazývá nukleonové číslo a značí se A. Přibližně odpovídá atomové hmotnosti, protože nukleony mají každý hmotnost o něco málo větší než jedna atomová hmotnostní jednotka. Celková hmotnost jádra je vždy o něco menší, než je prostý součet hmotností jednotlivých nukleonů, které jádro tvoří.
Rozdíl hmotnosti odpovídá vazebné energii jádra podle vztahu E = mc², kde E je vazebná energie, m je rozdíl hmotnosti a c je rychlost světla ve vakuu.
Například jádro uhlíku ¹²C se skládá ze šesti protonů a šesti neutronů, tedy celkem 12 částic, z nichž každá má hmotnost větší než 1 atomová hmotnostní jednotka. Samotné jádro ¹²C má hmotnost přesně 12 atomových hmotnostních jednotek, tedy menší, než by odpovídala prostému součtu hmotností jeho komponent. Rozdíl odpovídá vazebné energii jádra, tedy energii, která se uvolní při jeho vzniku z jednotlivých nukleonů a nebo také energii, která je nutná k jeho rozbití na jednotlivé nukleony.

## Podobné názvy
- Nukleosid
- Nukleotid